# Karl Lamp
Karl Lamp (* 17. Jänner 1866 in Graz; † 24. März 1962 in Innsbruck) war ein österreichischer Staatsrechtler und Rektor der Universität Innsbruck.

## Leben
Er studierte Rechtswissenschaft in Graz, Straßburg und Heidelberg. Nach der Promotion 1891 trat er in Graz in den Verwaltungsdienst ein und habilitierte sich 1902 an der Universität Graz. 1908 wurde er zum außerordentlichen Professor an die Universität Czernowitz berufen, zwei Jahre später wurde er zum ordentlichen Professor ernannt. 1911 folgte er dem Ruf zum ordentlichen Professor an der Universität Innsbruck, deren Rektor er im Studienjahr 1918/19 war. Im Sommer 1933 wurde der Anhänger des Nationalsozialismus von der österreichischen Unterrichtsverwaltung aus politischen Gründen in den vorzeitigen Ruhestand versetzt, wogegen er 1938 nach dem „Anschluss“ Österreichs an Nazi-Deutschland erfolglos um Entschädigung ansuchte.

## Wirken
Die Schwerpunkte seiner wissenschaftlichen Arbeit lagen im Verfassungs- und Verwaltungsrecht, Arbeitsrecht und Sozialrecht. Sein Rektorat an der Universität Innsbruck fiel mit dem Ende des Ersten Weltkriegs und dem Zusammenbruch der Habsburgermonarchie zusammen. Er galt als Anhänger einer großdeutschen Lösung und Kriegsrevanchist und versuchte wissenschaftliche Erkenntnisse in den politischen Dienst zu stellen. Ihm ging es vor allem um die „Unrechtmäßigkeit“ der Gebietsabtretungen an das Königreich Italien. Auf seinen Antrag hin wurde mit 20. Dezember 1924 durch das österreichische Bundesministerium für Unterricht das Institut für Sozialforschung in den Alpenländern errichtet, das Lamp bis zu seiner Zwangspensionierung 1933 leitete. Ende 1933 wurde das Institut behördlich aufgelöst.

## Schriften (Auswahl)
- Karl Lamp: Das Problem der städtischen Selbstverwaltung nach österreichischem und preußischem Recht: eine verwaltungsrechtliche Studie in drei Vorträgen und einem Anhange. Duncker & Humblot, Leipzig 1905.
- Karl Lamp: Zur Kritik der österreichischen Gemeindeverfassung. In: Österreichisches Verwaltungsarchiv. Band 5. Tempsky, Wien 1907, S. 155–167.
- Karl Lamp: Die Person des Zollschuldners in der Zollrechtsgeschichte. Mohr, Tübingen 1908.
- Karl Lamp: Die Garantien für die Rechtmäßigkeit der autonomen Landesverwaltung in Oesterreich: ein Rechtsgutachten der Czernowitzer Juristen-Fakultät. Manz, Wien 1910.
- Karl Lamp: Die Verfassung von Bosnien und der Herzegowina vom 17. Februar 1910. In: Archiv des öffentlichen Rechts. Band 27, Nr. 2, 1911, S. 288–337.
- Karl Lamp: Die Grundlagen der modernen Staatsidee. In: Zeitschrift für die gesamte Staatswissenschaft / Journal of Institutional and Theoretical Economics. Band 70, Nr. 4, 1914, S. 573–591.
- Karl Lamp: Die politische Entwicklung der österreichischen Volksschule. In: Zeitschrift für Politik. Band 8, 1915, S. 243–254.
- Karl Lamp: Das Zweikammersystem der österreichischen Bundesverfassung vom 1. Oktober 1920. Anläßlich der Führung des Rektorates der Universität Innsbruck. In: Universität Innsbruck (Hrsg.): Bericht über das Studienjahr 1919/20 der Universität Innsbruck. Selbstverlag der Universität, Innsbruck 1921, S. 59–109, urn:nbn:at:at-ubi:2-28973.